# Zeughaus (Innsbruck)

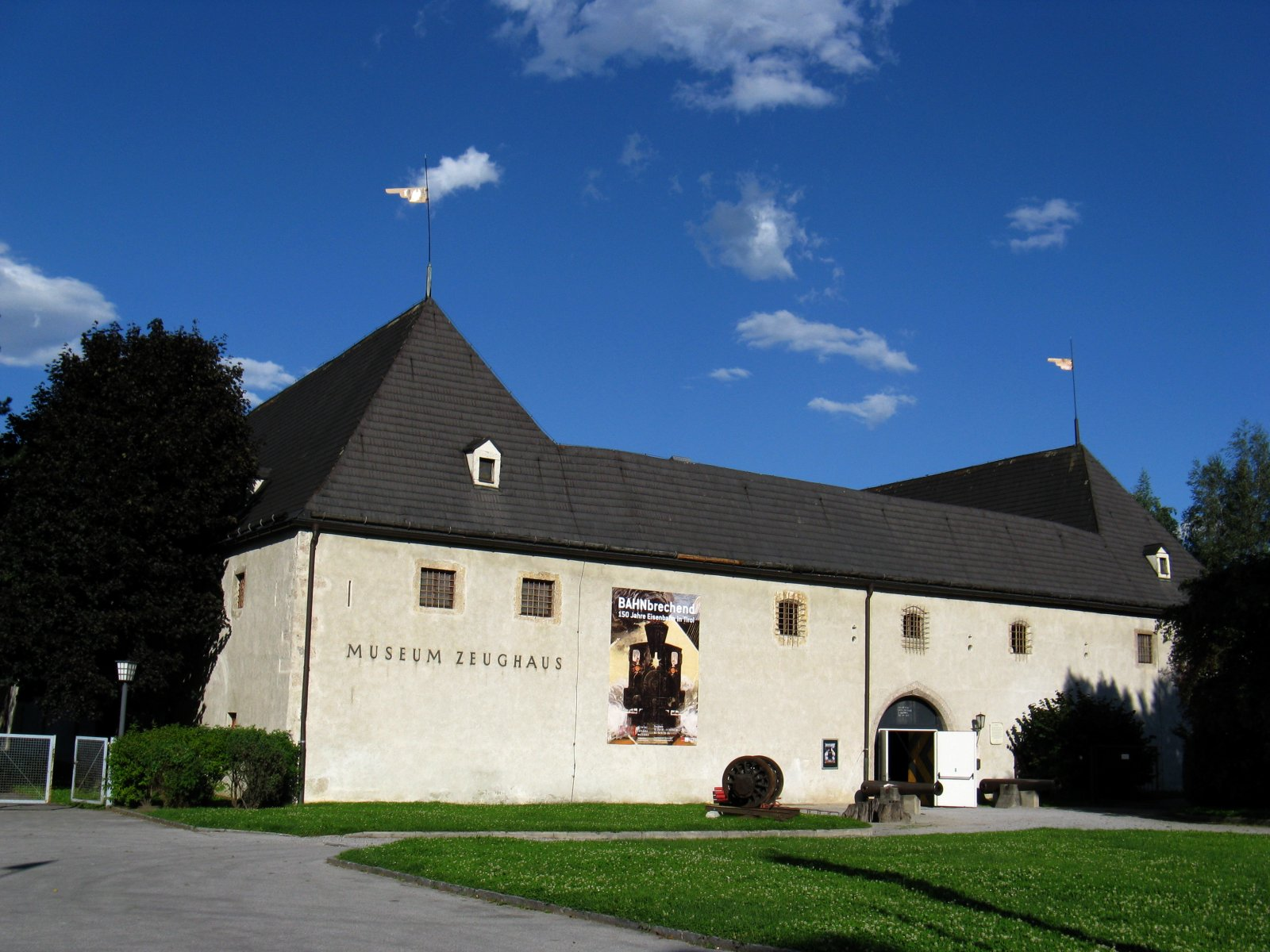
Zeughaus

Das Zeughaus in Innsbruck war ein Waffenarsenal und ist heute ein Museum. Es liegt im Stadtteil Dreiheiligen und ist eines der fünf Häuser der Tiroler Landesmuseen.

## Geschichte

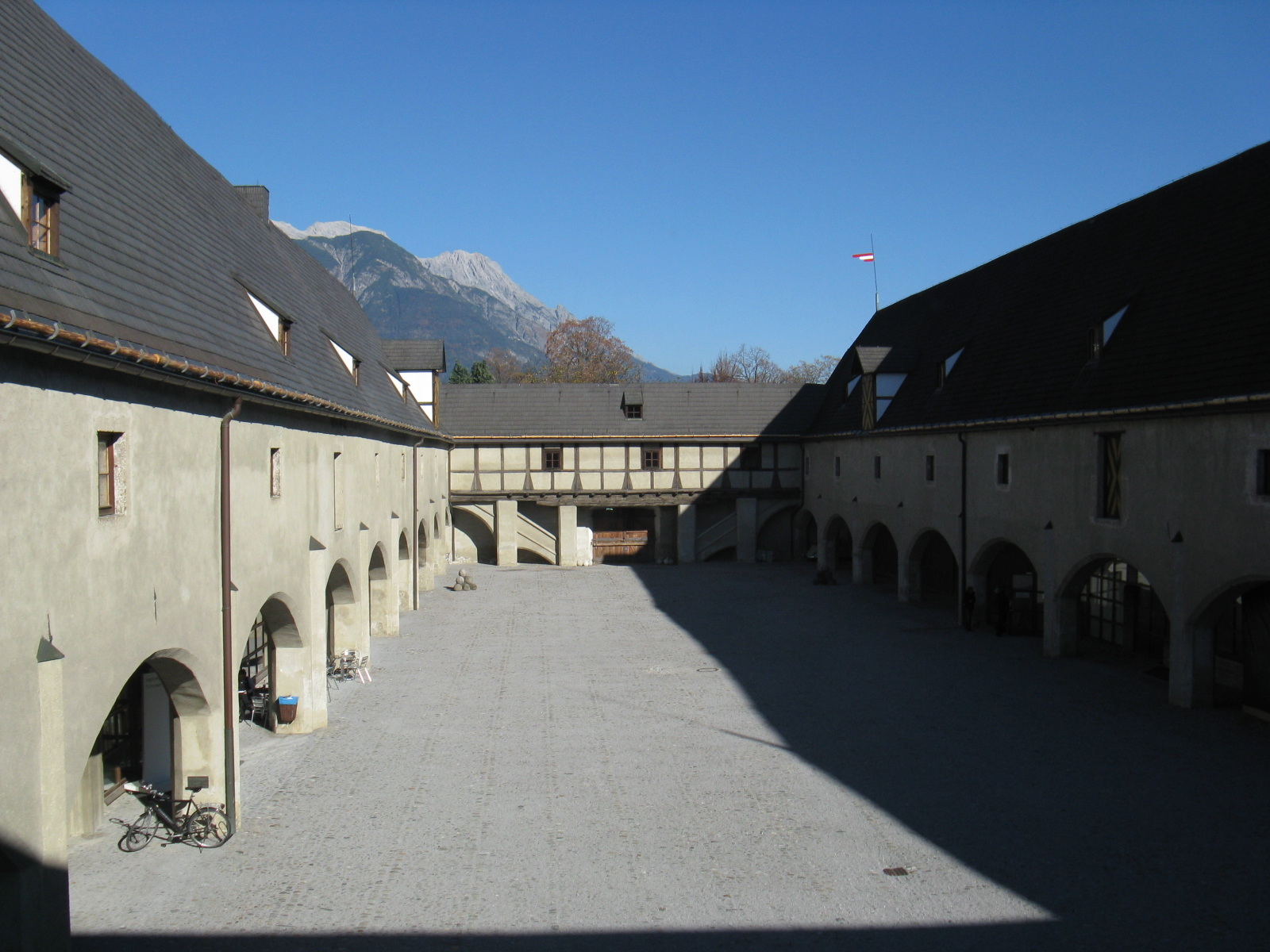
Innenhof

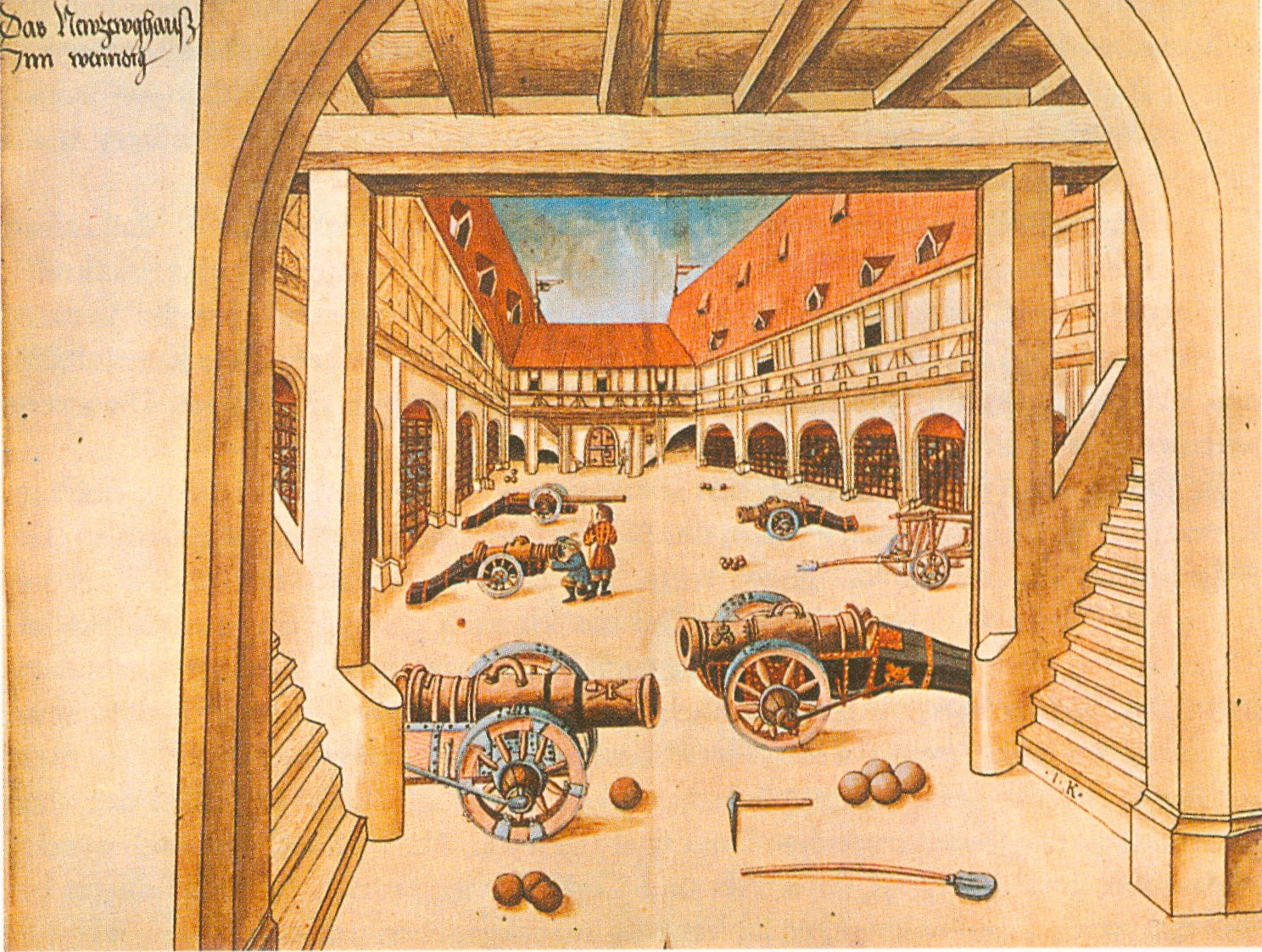
Zeughaus um 1507

Maximilian I. ließ das an der Sill und damals vor den Toren der Stadt gelegene Zeughaus von 1500 bis 1505 erbauen. Es besteht aus zwei 80 × 10 m großen, zweigeschoßigen Flügelbauten und zwei schmalen Tor- und Verbindungstrakten, die einen großen Innenhof umschließen. Hier wurde das Kriegsmaterial gelagert, und rund um das Zeughaus standen Nebenbetriebe. Neben Geschützen waren auch viele Handfeuerwaffen gelagert.
1503 wurde in Mühlau eine Messinghütte aufgebaut. Ausschlaggebend für die Standortwahl war die Lage der Stadt als Verkehrsknotenpunkt sowie der blühende Kupferbergbau Tirols, der um Innsbruck eine florierende Rüstungsindustrie entstehen lassen hatte.
1503 beherbergte das Zeughaus etwa 150 Geschütze.
Bis zum Ende der Monarchie 1918 noch als „Zeughauskaserne“ in Verwendung, wurde das Gebäude von 1964 bis 1969 restauriert und 1973 als Tiroler Landeskundliches Museum eröffnet. Die Revitalisierung des in den Nachkriegsjahren nur als Kabellager genützten Komplexes geschah unter der Planung von Robert Schuller. Dabei wurde das Grundgefüge nach den damals modernen denkmalpflegerischen Richtlinien mit neuen Materialien, mit klarer Absetzung zur historischen Substanz, ergänzt. Die Holztramdecke über dem Erdgeschoß wurde mittels einer schmalen Sichtbetonrippendecke neu erstellt. Die historische Fassade wurde durch rückversetzte Betonstützen erhalten sowie die Bogenstellungen wieder geöffnet mit einer Fensterteilung entsprechend den ursprünglichen Eisengittern. Das Obergeschoß ist somit völlig stützenfrei nutzbar, erhalten mit dem originalen Kehlbalken-Dachstuhl von 1500.
Im August 1985 wurde das Zeughaus durch die Hochwasser führende Sill überschwemmt. Dabei wurden die im Keller gelagerten naturkundlichen Sammlungen arg in Mitleidenschaft gezogen. Einiges wurde komplett zerstört, aber große Teile konnten in langwieriger Arbeit restauriert werden.

## Museum
Heute ist im Zeughaus eine Außenstelle des Tiroler Landesmuseums untergebracht. Es bietet eine historische und technische Sammlung zur Kulturgeschichte Tirols von der Frühzeit bis zur jüngsten Geschichte.
Es werden wechselnde Sonderausstellungen angeboten. Im Sommer ist der Zeughausinnenhof Schauplatz eines Freiluft-Kinos, von Konzerten und eines Theaterfestivals.